# Fredo Santana
Derrick Antonio Coleman (4. července 1990 Chicago, Illinois, USA – 19. ledna 2018 Los Angeles, Kalifornie, USA), profesně známý jako Fredo Santana, byl americký rapper.

## Kariéra
Fredo Santana, starší bratranec rappera Chief Keefa, zahájil svou kariéru v roce 2011. Jeho debutové studiové album Trappin Ain't Dead (2013) se umístilo na 45. místě amerického žebříčku Top R&B/Hip-Hop Albums. Na albu se podílel i rapper Kendrick Lamar. V té době začal spolupracovat s umělci jako jsou Juelz Santana, Soulja Boy a Migos.
Dne 24. září 2013 se objevil v Drakeově videoklipu k písni „Hold On, We're Going Home”, kde ztvárnil padoucha unášejícího Drakeovu přítelkyni.
Dne 27. února 2014 oznámil, že se s Keefem chystá vydat společné album Blood Thicker Than Water, k čemuž však nikdy nedošlo. Dne 9. července 2014 odhalil seznam skladeb pro své nadcházející album Walking Legend.

## Osobní život

### Zdravotní problémy
Fredo Santana byl těžkým uživatelem drog, v jednu chvíli byl závislý na Xanaxu a Leanu. Své silné užívání drog přičítal traumatu, které zažil v dětství, a přiznal, že trpěl posttraumatickou stresovou poruchou a k drogám se uchýlil jako k mechanismu zvládání problémů.
V březnu 2017 byl  hospitalizován po záchvatu, který přičítal velkému pracovnímu vytížení a špatnému spánkovému režimu. Poté, co záchvaty přetrvávaly, byla Santanovi v květnu 2017 diagnostikována idiopatická epilepsie a byl mu předepsán lék Keppra. Navzdory lékům nadále trpěl záchvaty.
V říjnu 2017 byl znovu hospitalizován poté, co ho přítel a kolega rapper Gino Marley našel uprostřed záchvatu na podlaze svého domu a z úst mu tekla krev. Byl převezen do nemocnice a bylo mu diagnostikováno selhání jater i ledvin, přičemž hlavními faktory byla jeho závislost na Xanaxu a Leanu. Během pobytu v nemocnici projevil zájem o odvykací léčbu.

## Smrt
Večer 19. ledna 2018 kolem 23:30 místního času ho přítelkyně objevila v bezvědomí v jejich domě v Resedě v Los Angeles. Krátce poté byl prohlášen za mrtvého, bylo mu 27 let. Osudným se mu stal záchvat a pitva odhalila, že se u něj kromě předchozích onemocnění rozvinulo i kardiovaskulární onemocnění.

## Diskografie

### Studiová alba
- Trappin Ain't Dead (2013)
- Fredo Kruger 2 (2017)

### Mixtapy
- It's a Scary Site (2012)
- Fredo Kruger (2013)
- Street Shit (with Gino Marley) (2013)
- It's a Scary Site 2 (2013)
- Walking Legend (2014)
- Ain't No Money Like Trap Money (2015)
- Fredo Mafia (with 808 Mafia) (2016)
- Plugged In (2017)